# Niphona borneana
Niphona borneana es una especie de escarabajo longicornio del género Niphona, tribu Pteropliini, subfamilia Lamiinae. Fue descrita científicamente por Breuning en 1973.

## Descripción
Mide 17-20 milímetros de longitud.

## Distribución
Se distribuye por la isla de Borneo.